# 林亮勝
林 亮勝（はやし りょうしょう、1927年3月4日 - 2008年12月23日）は、日本の歴史学者。元大正大学学長。大正大学名誉教授。専門は江戸時代政治史。日朝文化交流協会理事長。

## 略歴
東京都練馬区の真言宗・豊山派の寺院、長命寺の長男として生まれる。1950年、大正大学文学部史学科を卒業し、東京都立小松川高校定時制教諭に。1961年、旧・東京都立大学大学院修了。大正大学講師、助教授を経て、1975年に教授。1981年文学部長、1990年学長に就任。1994年に退任。
小松川高校教諭時代の1958年8月に同校女子生徒が強姦され殺害された小松川事件の後、教え子が被害者であるにもかかわらず、死刑判決を受けた在日韓国人少年の助命嘆願運動を呼び掛けた。
1968年に静岡県で2人を射殺し、温泉旅館に人質13人を取って立てこもった金嬉老事件の元服役囚、金嬉老が1999年に仮出獄する際に身元引受人となった。
なお長男林隆夫は、国学院久我山高校野球部時代に第51回選抜高等学校野球大会に出場。元全日本女子バレーボール代表選手中田久美の元夫だった。
2008年12月23日、胆管癌のため東京都練馬区の自宅で死去。

## 北朝鮮との関係

### 日朝文化交流協会
1975年5月、日朝文化交流協会初代理事長の高木健夫とともに初めて北朝鮮を訪問、金日成と会見して以来、何度も北朝鮮を訪問したり、朝鮮総連の大会などに出席するなど親密な関係を続け、金日成や金正日を礼賛する発言を行ってきた。
1990年、当時の理事長、梶谷善久の死去に伴い理事長に就任。1991年4月8日、北朝鮮の工作機関と指摘される朝鮮対外文化連絡協会との間で交流促進の合意書に調印した。
1996年に刊行された『主席 金日成』（金日成主席傘寿記念出版刊行会）の刊行委員。

### 主な発言
- 「朝鮮総連の活動家のみなさんと、親しくお付き合いしてすでに久しい。いつでも彼らは骨身を削って、理想に燃えて働いている。厳しい、つらい毎日が続く。それでも決して明るさを失わない。終生の友人を何人も得た。彼らとの交流を通じて、朝鮮総連への理解を深めることができた。そういうすばらしい人たちが支えている組織が朝鮮総連なのである」（1990年5月、朝鮮総連結成35周年に際し）
- 「気にかけて頂いてうれしく思います。様々な困難を乗り越えて、総書記がお元気で、人民と共に歩んでいくことを心より祈っております」（1997年、70歳の誕生日の際に金正日から花瓶と人参酒を贈られて）
- 「情勢が複雑な今、志のある人を集め、この雰囲気を作るきっかけとなっただけでも、この船は『親善大使』としての役割を果たしたと思う」（1997年6月2日、万景峰号横浜初入港の船長招待宴で）
- 「夕べ、野菜を切っていて、指を切ってしまった。たいした傷ではないが痛い。私たち日本人は、朝鮮のみなさんに（植民地支配という）大きな傷をつけてしまった。だが、後ろ向きにだけ考えていては駄目だ。村山元首相が日朝関係改善のために奮闘すると力強く述べたのを、金日成主席が生前、『正義は必ず勝つ』と語ったことと重ね合わせながら聞いた」（2000年5月21日「朝鮮総連結成45周年中央大会」でのあいさつ）
- 「国交正常化するためには、戦争責任と植民地支配をきちんと謝罪し賠償することです。拉致疑惑などを交渉の前提にすべきではありません。たとえ拉致が事実だったとしても、国の意志としてそんなことをするはずはありません。日本は国家の政策として軍国主義のもとに朝鮮人を何十万人も拉致（強制連行）してきました。拉致疑惑を交渉の前提とはせず、正常化交渉が軌道に乗った後で、未解決問題として話し合うべきでしょう」（月刊『日本の進路』2000年9月号）

## 著書
- 『徳川氏と江戸幕府の臨界』（人間舎、2003年）
- 『江戸時代あれこれ』（人間舎、2004年）
- 『歴史から学ぶ―エッセイ 』（人間舎、 2005年)